# Evolução espiritual
Evolução espiritual é a ideia filosófica, teológica, esotérica ou espiritual de que a natureza e os seres humanos e/ou a cultura humana evoluem.
Dentro desta ampla definição, as teorias da evolução espiritual são muito diversas. Elas podem ser cosmológicas (descrevendo existência em geral), pessoal (descrevendo o desenvolvimento do indivíduo), ou de ambos. Eles podem ser holística (sustentando que realidades mais elevadas emergem e não são redutíveis), idealista (detenção que a realidade é essencialmente mental ou espiritual) ou não-dual (sustentando que não há uma distinção fundamental entre a realidade física e mental). Todos elas podem ser consideradas teleológicas em maior ou menor grau.
Filósofos, cientistas e educadores que propuseram teorias da evolução espiritual incluem Schelling, Hegel, Max Théon, Helena Petrovna Blavatsky, Henri Bergson, Rudolf Steiner, Sri Aurobindo, Jean Gebser, Pierre Teilhard de Chardin, Owen Barfield, Arthur M. Young, Edward Haskell, E. F. Schumacher, Erich Jantsch, Clare W. Graves, Alfred North Whitehead, Terence McKenna, P. R. Sarkar, Allan Kardec e contemporâneos William Irwin Thompson, Brian Swimme, e Ken Wilber.

## Evolução espiritual segundo o Espiritismo
No Espiritismo a evolução espiritual é consequência da chamada Lei do progresso, uma das dez Leis morais tratadas na terceira parte de O Livro dos Espíritos. Segundo o espiritismo o espírito é o princípio inteligente do Universo, tendo sido criado por Deus e constituindo-se num ser real, circunscrito, imaterial e individual que reside no ser humano e sobrevive ao corpo. De acordo com esta crença, o espírito passa por várias encarnações progressivas, mantendo a sua individualidade antes e depois da encarnação, até alcançar a perfeição tornando-se assim um espírito puro, mais alto degrau da escala espírita.